# Ботанический сад имени Б. В. Гроздова
Ботанический сад им. Б. В. Гроздова — дендрарий и ботанический сад в Советском районе Брянска Брянской области Российской Федерации. Считается первым в России профессиональным музеем леса.

## История
Дендрарий был заложен Борисом Гроздовым в 1944 году на пустыре близ ул. Горького города Брянска. Изначально площадь ботанического сада составляла 1,04 га. Позднее были построены лаборатория для изучения биологии растений с помощью радиоактивных меченых атомов; лаборатория по изучению корневого питания; отапливаемая оранжерея с коллекцией теплолюбивых растений.
В 1964 году Борис Гроздов скончался. Ботанический сад переименовали из Мичуринского в Ботанический сад имени Б. В. Гроздова.
Официально дендрарий был внесён в список ботанических садов 14 августа 1972. Данная дата считается официальной датой основания.
8 июня 2011 года в дендрарии побывал губернатор Брянской области Николай Денин, после чего началось расширение и реконструкция сада.

## Биологическое разнообразие
Список выращиваемых в саду родов и видов растений:
1. Элеутерококк
  1. Элеутерококк сидячецветковый
2. Алыча
3. Арония
  1. Арония черноплодная
4. Барбарис
  1. Барбарис обыкновенный
  2. Барбарис Тунберга
5. Бархат (растение)
  1. Бархат амурский
6. Берёза
  1. Берёза Шмидта
  2. Берёза повислая
  3. Берёза пушистая
7. Бересклет
  1. Бересклет бородавчатый
  2. Бересклет европейский
8. Боярышник
  1. Боярышник колючий
  2. Боярышник крупеноколючковый
  3. Боярышник мягкий
  4. Боярышник мягковатый
  5. Боярышник однопестичный
  6. Боярышник перистонадрезанный
9. Бузина
  1. Бузина красная
  2. Бузина чёрная
10. Бук
  1. Бук восточный
11. Вейгела
  1. Вейгела ранняя
12. Виноград
  1. Виноград прибрежный
13. Вишня
  1. Вишня войлочная
  2. Вишня птичья
14. Вяз
  1. Вяз гладкий
  2. Вяз голый
  3. Вяз граболистный
  4. Вяз мелколистный
  5. Вяз перистоветвистый
15. Гинкго
  1. Гинкго двулопастный
16. Гортензия
  1. Гортензия почвопокровная
  2. Гортензия пепельная
17. Бретшнейдера
18. Граб
  1. Граб обыкновенный
19. Груша
  1. Груша обыкновенная
  2. Груша домашняя
20. Девичий виноград
  1. Девичий виноград пятилисточковый
21. Дерен
  1. Кизил белый
  2. Кизил кровяно-красный
  3. Кизил мужской
22. Дуб
  1. Дуб красный
  2. Дуб скальный
  3. Дуб черешчатый
23. Ель
  1. Ель канадская
  2. Ель колючая
24. Жимолость
  1. Жимолость обыкновенная
  2. Жимолость покрывальная
  3. Жимолость синяя
  4. Жимолость татарская
25. Спирея
  1. Спирея сиренецветная
26. Жостер
  1. Жостер даурский
27. Ива
  1. Ива козья
28. Ирга
  1. Ирга обильноцветущая
  2. Ирга овальная
29. Калина
  1. Калина гордовина
  2. Калина обыкновенная
30. Карагана
  1. Карагана древовидная
31. Конский каштан
  1. Конский каштан обыкновенный
32. Кизильник
  1. Кизильник блестящий
  2. Кизильник цельнокрайний
  3. Кизильник черноплодный
33. Клён
  1. Клён красный
  2. Клён остролистный
  3. Клён полевой
  4. Клён приречный
  5. Клён серебристый
  6. Клён татарский
  7. Клён ясенелистный
34. Клематис
  1. Клематис метельчатый
35. Крыжовник
  1. Крыжовник американский
36. Лапчатка
  1. Лапчатка кустарниковая
37. Лещина
  1. Лещина древовидная
  2. Лещина обыкновенная
38. Лжетсуга
  1. Лжетсуга Мензиса
39. Липа
  1. Липа амурская
  2. Липа крупнолистная
  3. Липа мелколистная
40. Лиственница
  1. Лиственница Гмелина
  2. Лиственница японская
  3. Лиственница европейская
  4. Лиственница сибирская
  5. Лиственница Сукачёва
41. Магония
  1. Магония падуболистная
42. Малина
  1. Малина обыкновенная
43. Малиноклён
  1. Малиноклен душистый
44. Можжевельник
  1. Можжевельник обыкновенный
  2. Можжевельник казацкий
45. Ольха
  1. Ольха тонколистная
  2. Ольха чёрная
46. Орех
  1. Орех грецкий
  2. Орех маньчжурский
  3. Орех серый
  4. Орех чёрный
47. Пихта
  1. Пихта бальзамическая
  2. Пихта сибирская
  3. Пихта цельнолистная
48. Птелея
  1. Птелея трёхлистная
49. Пузыреплодник
  1. Пузыреплодник амурский
  2. Пузыреплодник головчатый
  3. Пузыреплодник калинолистный
  4. Пузыреплодник промежуточный
50. Робиния
  1. Робиния лжеакация
  2. Робиния клейкая
51. Роза
  1. Роза иглистая
  2. Роза майская
  3. Роза морщинистая
  4. Роза собачья
52. Рябина
  1. Рябина обыкновенная
53. Рябинник
  1. Рябинник рябинолистный
  2. Рябинник сумахолистный
54. Свидина
  1. Свидина отпрысковая
55. Сирень
  1. Сирень венгерская
  2. Сирень Вольфа
  3. Сирень мохнатая
  4. Сирень персидская
56. Слива
  1. Абрикос обыкновенный
  2. Черёмуха азиатская
  3. Черёмуха виргинская
  4. Черёмуха поздняя
  5. Черёмуха птичья
  6. Слива колючая
57. Смородина
  1. Смородина альпийская
58. Снежноягодник
  1. Снежноягодник белый
  2. Снежноягодник яйцевидный
59. Сосна
  1. Сосна жёлтая
  2. Сосна сибирская
  3. Сосна обыкновенная
60. Спирея
  1. Спирея иволистная
  2. Спирея средняя
  3. Спирея японская
61. Сумах
  1. Сумах оленерогий
62. Тис
  1. Тис ягодный
63. Тополь
  1. Тополь белый
  2. Тополь китайский
  3. Тополь пирамидальный
64. Трескун
  1. Трескун амурский
65. Туя
  1. Туя западная
  2. Туя складчатая
66. Чубушник
  1. Чубушник венечный
  2. Чубушник Лемуана
  3. Чубушник обильноцветущий
  4. Чубушник седоватый
  5. Чубушник тонколистный
  6. Чубушник шершавый
  7. Чубушник широколистный
  8. Чубушник Шренка
67. Шелковица
  1. Шелковица белая
68. Яблоня
  1. Яблоня домашняя
  2. Яблоня Недзветского
69. Ясень
  1. Ясень обыкновенный
  2. Ясень пенсильванский